# Ivar Thor-Thunberg
Ivar Theodor Thunberg (kallade sig Thor-Thunberg), född 25 augusti 1888 i Bogsta socken, död 4 februari 1976 i Södertälje, var en svensk journalist och författare.
Ivar Thor-Thunberg var son till kommunalarbetaren Otto Thunberg och Karolina Sofia Söderström. Efter privata studier, en tid som journalistvolontär och teaterstudier under tre år var han 1914–1918 journalist vid Södermanlands Nyheter i Nyköping, 1919–1920 redaktör och ansvarig utgivare för Södertälje-Kuriren, 1921–1922 redaktör för Södertälje Tidning och 1923–1928 medredaktör i Stockholms Läns Tidning i Södertälje. Därefter var han verksam som fri författare. Han var bosatt i Södertälje. Thor-Thunberg framträdde främst som dramatiker i folklig stil, väl förtrogen med bondemiljön och landsbygdens problem och speciellt ägnad för amatörteatern. Bland hans skådespel märks Svenskt folk (1921, samma år uppsatt på Dramatiska teatern). Thor-Thuberg utgav Teaterhandbok för amatörer (1944) och var föreläsare och kursledare för landsbygdens föreningsungdom. Svenska Landsbygdens Ungdomsförbund skildrades i Thor-Thunbergs Det brinner en eld (1942). Han medverkade också i Backmyrabarnen. Ungdomens jordbruksbok (1941). Under 1930-talet var han flitigt verksam i radion, bland annat med en serie landsbygdsreportage.